# Rosalie Sjöman
Rosalie Sjöman, nata Rosalie Sofie Hammarqvist (Kalmar, 16 ottobre 1833 – Stoccolma, 25 gennaio 1919) è stata una fotografa svedese, negli anni '60 e '70 dell'Ottocento fece parte delle 15 professioniste del suo paese.

## Biografia
Figlia del capitano della marina mercantile svedese John Peter, sposò all'età di 22 anni il capitano Sven Sjöman, anche lui nella marina mercantile. La coppia si trasferì a Stoccolma nel 1857 ed ebbe due figli e una figlia. Il marito morì alcolizzato nel 1864 e lei divenne assistente di laboratorio del fotografo Carl Johan Malmberg, fondatore di uno dei primi studi fotografici di Stoccolma nel 1859. In seguito acquistò lo studio e lo gestì a proprio nome.
Ben presto Sjöman divenne una delle migliori ritrattiste di Stoccolma tanto da assumere una decina di assistenti, molti dei quali donne, ed aprendo atelier a Kalmar, Halmstad e Vaxholm. I suoi ritratti, le sue carte de visite furono realizzati anche a colori, ottenuti attraverso il processo di imbibizione. Era inoltre particolarmente esperta e rinomata per la fotografia su smalto, prodotta coprendo lo strato esterno dell'immagine con un sottile strato di collodio, ottenendo in questo modo un effetto lucido. Notevoli anche le foto colorate a mano, con estrema abilità, da parte della figlia Alma. Tra gli acquirenti dei suoi ritratti figurò Artur Immanuel Hazelius che ne acquistò 26 per la sua collezione nel 1877.

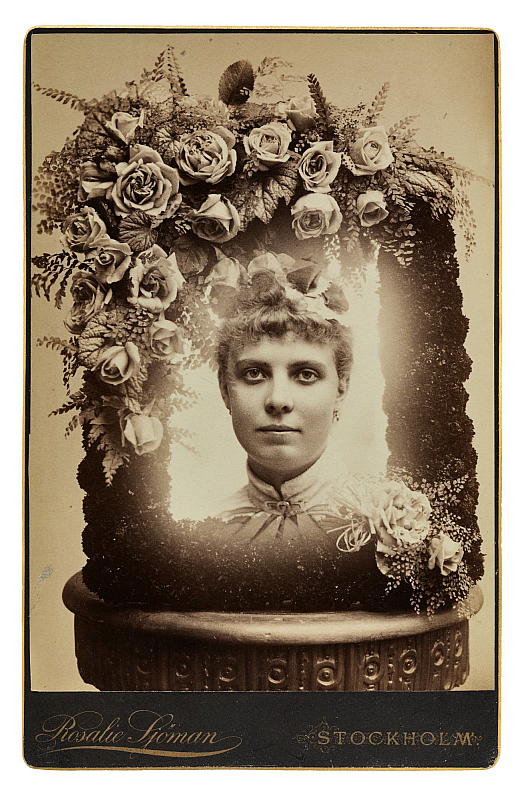
Ritratto della figlia Alma, 1880 circa

Nel 1875 sposò il fotografo norvegese Gustaf Fredrik Diehl (1847-1904) che era stato attivo a Vyborg, in Finlandia, e dal quale ebbe due figli, un maschio ed una femmina. Sembra che abbia divorziato nel 1878 e lui abbia sposato nel 1884 la fotografa svedese Wilhelmina Maria Charlotta Dryselius (1859-1926) con il quale ebbe cinque figli. Nel 1881 Sjöman si trasferì con i figli del primo e del secondo marito in un nuovo studio e all'inizio degli anni Ottanta scattò il suo ritratto più celebre, una fotografia di sua figlia Alma circondata da rose. Sappiamo che gestì l'atelier fotografico fino al 1905.

Ritratto dell'attrice Hilma Frankenfeldt, 1871

Viene ricordata come una delle prime fotografe professioniste svedesi insieme a Bertha Valerius a Stoccolma, Emma Schenson a Uppsala, Hilda Sjölin a Malmö, Wilhelmina Lagerholm a Örebro, Caroline von Knorring a Stoccolma e Lotten von Düben che, accompagnando il marito in Lapponia, documentò la cultura Sami.
Le sue fotografie si trovano presso il Museo nordico e la Biblioteca nazionale svedese di Stoccolma.